# آیشستروت
آیشستروت (به آلمانی: Eichstruth) یک شهر در آلمان است که در آیشسفلد واقع شده‌است. آیشستروت ۹۰ نفر جمعیت دارد.